# Ade Dagunduro
Adeola « Ade » Dagunduro, né le 22 mai 1986 à Los Angeles, en Californie, est un joueur nigérian de basket-ball, évoluant au poste d'arrière.